# Fluoreto de molibdênio(VI)
Hexafluoreto de molibdênio, ou  também de fluoreto de molibdênio(VI),  é o composto de fluoreto inorgânico com a fórmula MoF6. É o fluoreto de molibdênico com mais alto estado de oxidação. Um sólido incolor, que derrete pouco abaixo da temperatura ambiente. Ele é altamente instável em relação a hidrólise. 